# Johann Turmair
Pour les articles homonymes, voir Aventinus.
Johann Turmair, dit Johannes Aventinus, d'après le nom latin de sa ville natale, né le 4 juillet 1477 à Abensberg et mort le 9 janvier 1534 à Ratisbonne, est un érudit humaniste et chroniqueur de Bavière, surnommé l'« Hérodote bavarois ».

## Sa vie et son œuvre
Après des études à Ingolstadt, Vienne, Cracovie et Paris, il devient tuteur des fils cadets de Guillaume IV de Bavière et rédige à leur intention une grammaire latine ainsi que plusieurs autres manuels. De retour d'un voyage en Italie, en 1517, il entreprend la rédaction des Annales Boiorum ou Annales de Bavière, dont il entame en 1521 une version allemande intitulée Bayersche Chronik. Ne cachant pas ses sympathies pour la Réforme, il est brièvement incarcéré en 1528, et il mène pendant les dernières années de sa vie une existence tumultueuse.
Une première édition tronquée des Annales est publiée en 1554, suivie d'une édition plus complète en 1580. L'ouvrage sera souvent réédité par la suite. Johann Turmair le rédigea avec beaucoup de soin. Du fait qu'il puise à des sources aujourd'hui disparues, il reste une référence importante sur l'histoire de la Bavière.
Johann Turmair est également l'auteur d'autres ouvrages, parmi lesquels un traité de musique, Musicae Rudimenta, paru en 1516, qui traite notamment des avantages et inconvénients des instruments monocordes, et une Vita Henrici IV, parue en 1518.

## Jugements
L'historien français Nicolas Vignier, en 1587, reprochait à Turmair d'être partial contre les Français. Vignier écrivait par exemple : « Et parce que le Duc de Bourgogne se voulut à ce qu'on dit mesler aucunement de ceste guerre [guerre menée par Thibault comte de Ferrette, Othelin de la Franche-Comté de Bourgogne et Regnault de Montbéliard contre l'évêque de Bâle en 1281], Auentin [= Turmair] s'est osé persuader que ce fut le Roy de France. Et sur ceste faulse impression n'a point eu de honte de gazouiller à son accoustumée quelques bourdes à la suggillation de l'honneur des Français, qui sont d'aussi bonne grace que veritables. »